# Дюрёй
Дюрёй (норв. Dyrøy) — коммуна в губернии Тромс в Норвегии. Административный центр коммуны — город Брёстадботн. Официальный язык коммуны — букмол. Население коммуны на 2007 год составляло 1232 чел. Площадь коммуны Дюрёй — 288,6 км², код-идентификатор — 1926.

## История населения коммуны
Население коммуны за последние 60 лет.

Статистика коммуны Дюрёй